# Nhật động
Trong thiên văn học, nhật động hay chuyển động (hàng) ngày là sự chuyển động biểu kiến trong suốt một ngày đêm của các thiên thể trên bầu trời (thiên cầu) quanh Trái Đất, hay nói chính xác hơn, quanh trục vũ trụ (gồm thiên cực Bắc và Nam). Đó là do chuyển động quanh trục của Trái Đất, vì thế gần như mọi thiên thể được nhìn thấy chuyển động theo những đường vòng tròn quanh thiên cực, được gọi là đường tròn nhật động.
Hàng ngày chúng ta thấy Mặt Trời mọc vào buổi sáng và lặn vào buổi chiều, đó là một trường hợp riêng của nhật động. Các ngôi sao cũng thực hiện nhật động, nhưng cũng có một số sao nhật động mà không lặn trong suốt thời gian một ngày.
Thời gian hoàn thành một vòng nhật động là 23 giờ 56 phút 4.09 giây, hay một ngày sao. Thực nghiệm đầu tiên thể hiện chuyển động này được tiến hành bởi Léon Foucault. Do Trái Đất quay quanh Mặt Trời một vòng trong một năm, thời gian sao tại một địa điểm và thời điểm bất kỳ đi trước 4 phút so với thời gian dân dụng địa phương, cứ mỗi 24 tiếng, cho đến khi sau một năm, số ngày sao sẽ "nhuận" hơn 1 ngày so với số ngày mặt trời.

## Phương hướng tương đối
Khi quan sát nhật động của các thiên thể, ta có hướng chuyển động tương đối của chúng trên bầu trời Bán cầu Bắc là:
- Người quan sát nhìn về phía Bắc, thiên thể bên dưới sao Bắc Cực: được thấy chuyển động về bên phải hay phía Đông.
- Người quan sát nhìn về phía Bắc, thiên thể bên trên sao Bắc Cực: sẽ được thấy chuyển động sang bên trái hay phía Tây.
- Người quan sát nhìn về phía Nam: thấy thiên thể luôn chuyển động sang phía tay phải, hay về phía Tây.

Vì thế, các sao quanh cực (tại một vĩ độ nào đó ở Bán cầu Bắc) sẽ chuyển động tròn quanh sao Bắc Cực trên bầu trời theo chiều ngược kim đồng hồ.
Ở Bắc Cực, quy tắc xác định phương hướng không thể được áp dụng. Tất cả các ngôi sao quan sát được ở đây đều di chuyển theo vòng tròn ngược chiều kim đồng hồ quanh thiên đỉnh (nơi ở trường hợp này, trùng với thiên cực Bắc và có sao Bắc Cực) và không lặn.
Đối với người quan sát ở bầu trời Bán cầu Nam, các quy tắc trên được xác định ngược lại, đổi Nam thành Bắc, bên tay trái thành bên tay phải, và sao Bắc Cực được thay bởi sao Sigma Octantis (đôi khi còn gọi là sao Nam Cực). Các sao mà không lặn sẽ chuyển động tròn thuận chiều kim đồng hồ quanh Sigma Octantis. Nhưng ta không đổi hướng Đông và Tây khi áp dụng quy tắc (vì đó là chiều quay của Trái Đất). Ở Nam Cực, tất cả các ngôi sao đều không lặn và chuyển động tròn quanh thiên đỉnh nam (hay là sao Sigma Octantis) theo chiều kim đồng hồ.
Ở các vùng mà xích đạo đi qua, hai thiên cực Bắc và Nam nằm ở trên đường chân trời, ở hướng tương ứng của chúng, và các thiên thể nói chung đều nhật động theo chiều ngược kim đồng hồ (về phía tay trái) quanh thiên cực Bắc hay sao Bắc Cực, còn lại nhật động thuận chiều kim đồng hồ (về phía tay phải) quanh thiên cực Nam hay là sao Sigma Octantis. Tất cả các chuyển động biểu kiến của các ngôi sao đều là về phía Tây, ngoại trừ hai thiên cực là các điểm cố định.

## Tốc độ biểu kiến

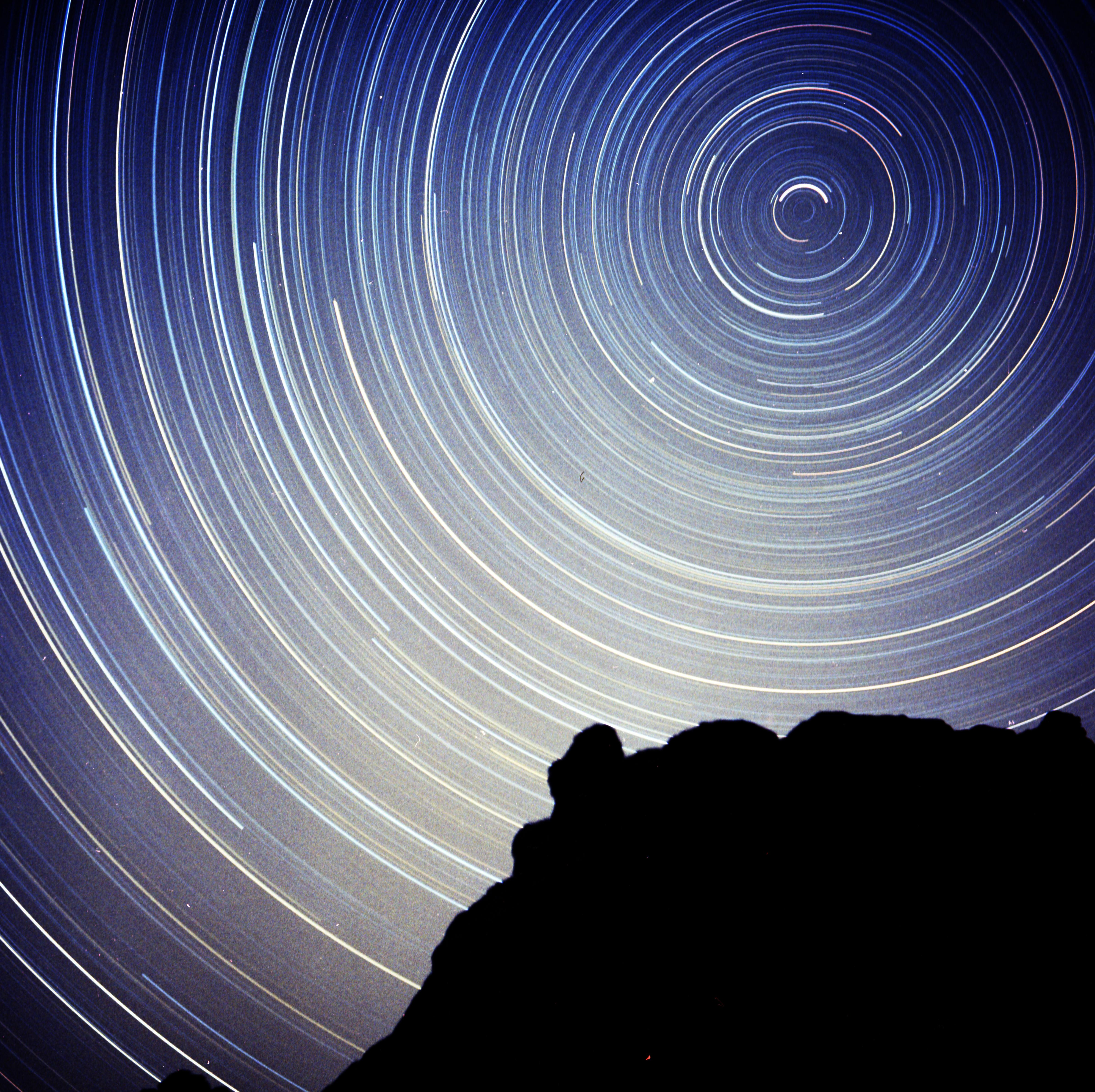
Các ngôi sao không lặn chuyển động theo vòng tròn trong một bức ảnh phơi sáng dài trong vài giờ. Lưu ý rằng các ngôi sao gần thiên cực để lại những vệt tròn ngắn hơn.

Cung tròn của chuyển động hàng ngày của một vật thể trên thiên cầu, bao gồm cả phần bị khuất ở dưới đường chân trời, có độ dài tỷ lệ thuận với cosin của xích vĩ của nó. Do đó, tốc độ nhật động của một thiên thể bằng với giá trị cosin này nhân với 15° mỗi giờ, hay 15 phút cung trên một phút hoặc 15 giây cung/giây.
Trong một khoảng thời gian nhất định thì một khoảng cách góc nhất định mà một thiên thể đi được dọc theo hoặc gần đường xích đạo trời có thể được so sánh với đường kính góc của một trong các vật thể sau:
- tới chừng một lần đường kính Mặt Trời hoặc Mặt Trăng (khoảng 0,5° hoặc 30') cứ sau 2 phút.
- tới chừng một lần đường kính của hành tinh Kim Tinh trong trường hợp giao hội dưới (khoảng 1' hoặc 60") cứ mỗi 4 giây.
- khoảng 2.000 lần đường kính góc của các ngôi sao lớn nhất mỗi giây.

Bằng cách chụp ảnh vệt sao và kĩ thuật time-lapse trong thời gian dài, ta có thể thu được được các đường mờ mà các sao vạch ra trên bầu trời khi nhật động. Chuyển động biểu kiến của các ngôi sao gần thiên cực dường như chậm hơn so với các ngôi sao gần xích đạo thiên cầu. Ngược lại, khi muốn chụp các hình ảnh sao tĩnh, máy ảnh nên di chuyển cùng chiều với nhật động nhằm để loại bỏ hiệu ứng di chuyển cong của nó trong quá trình phơi sáng lâu, việc này có thể được thực hiện tốt nhất với một giá đỡ xích đạo quay được, với yêu cầu chỉ cần điều chỉnh mức xích kinh phù hợp; một kính thiên văn còn có thể có một cơ cấu điều khiển động cơ thiên văn để quay kính và ngắm tự động.